# Синкай, Макото
Макото Синкай (яп. 新海 誠 Синкай Макото) — японский режиссёр и аниматор, родился в префектуре Нагано в 1973 году. Настоящее имя — Макото Ниицу (яп. 新津 誠 Ниицу Макото). Для фильмов Синкая характерны романтические истории с фантастическими или сказочными элементами, а также красочное и детальное изображение окружающего героев мира. Фильм Синкая «Твоё имя», вышедший в 2016 году, некоторое время был самым кассовым аниме в мире за всю историю.
Макото Синкай изучал японскую литературу в университете. Он хотел создавать мангу, аниме и ранобэ, ещё учась в средней школе. Его любимое аниме — «Небесный замок Лапута». Синкая называли «новым Миядзаки», хотя сам он не согласен с таким сравнением, заявляя, что его переоценивают. Также он сказал, что хочет создавать произведения, которые имеют другие точки соприкосновения с аудиторией, иные, чем у работ Хаяо Миядзаки. К началу 2020-х годов Синкая перестали сравнивать с основателем Studio Ghibli.
В честь режиссёра был назван астероид.

## Биография
Родился 9 февраля 1973 года в префектуре Нагано. Позже переехал для учёбы в Токио, где и остался работать в качестве сотрудника компании Minori. За 5 лет работы там Синкай проявил себя как очень разносторонняя личность: участвовал в создании новых игровых видеозаставок, занимался вёрсткой буклетов-инструкции и поддержкой сайта компании. С 1997 года начинает пробовать себя в качестве режиссёра и сценариста в собственных проектах. Уже третья его работа «Она и её кот» (до этого были «Огороженный мир», который Синкай создал, изучая 3D-графику, и «Другие миры») становится настолько успешной, что заинтересовывает компанию CoMix Wave Films, которая выпускает тираж дисков с пятиминутным фильмом и буклетом комментариев. Произведение завоёвывает несколько престижных наград, среди которых главный приз фестиваля 2000 DoGA CG Animation.
В 2000 году Синкай начинает обдумывать новые проекты, продолжая работать в качестве графического дизайнера на фирме Falcom. В июне 2000 года у него рождается идея «Голоса далёкой звезды». Спустя несколько месяцев к тому времени уже успешный аниматор подписывает контракт с Mangazoo. Эта фирма даёт Синкаю грант «для превращения его идеи в аниме, которое можно было бы продать». В мае следующего года Синкай бросает свою работу и полностью погружается в создание «Голоса…». В интервью впоследствии он заявил, что на это ушло семь месяцев «реальной работы».
Следующий после «Голоса …» фильм Синкая «За облаками» вышел в большинстве кинотеатров Японии 20 ноября 2004 года. Эта работа получила множество наград и одобрений критиков. 3 марта 2007 года состоялась премьера второго полнометражного фильма Синкая — «Пять сантиметров в секунду». Он был составлен из трёх связанных между собой историй: «Отрывок о цветущей сакуре», «Космонавт» и «5 сантиметров в секунду». Длительность фильма составила 63 минуты.
Лента «Пять сантиметров в секунду» стала самой успешной из всех проектов режиссёра, получила несколько престижных наград, в том числе главный приз итальянского фестиваля Future Film Festival.
Весь 2008 год Синкай провёл в Лондоне, а в 2009 приступил к работе над новым проектом, получившим название «Ловцы забытых голосов». В кинотеатрах Японии фильм вышел 7 мая 2011 года.
В 2013 году вышел анимационный фильм, названный Kotonoha no Niwa, что примерно переводится как «Сад слов» или «Сад из тысяч обрывков слов». Сам Синкай говорил о фильме, что в этот раз он впервые создаёт любовную историю в японском понимании этого слова.
Полнометражное аниме «Твоё имя», снятое в 2016 году, стало самой кассовой анимационной работой из Японии, обогнав по сборам «Унесённых призраками» Хаяо Миядзаки. Но после проката в Китае фильм Миядзаки вновь занял первое место. Поэтому Синкай признал, что ему есть над чем работать. Во время производства «Твоего имени» началось сотрудничество с рок-группой RADWIMPS, что расширило их аудиторию за пределами Японии. Позже Синкай сказал, что они как «два колеса одного велосипеда».
19 июля 2019 года в Японии состоялась премьера полнометражного аниме «Дитя погоды». За первые три дня проката картина заработала на 28,6 % больше, чем «Твоё имя» за такой же период времени. К номинации на «Оскар» Синкай отнёсся скептически, заявив, что претендовать на премию должна вся съёмочная группа, а не он один: «Я никогда не интересовался наградами в индустрии кино, мне они всегда казались чем-то чуждым, ведь моя карьера начиналась совсем в другой сфере — раньше я работал в игровой отрасли. Сейчас даже в Японии присуждают свои премии, вручают призы за достижения в кинематографе. Меня спрашивают, хотел бы я получить один из них, а мне нечего ответить. Ведь я для себя чётко понимаю, что все эти награды или номинация на „Оскар“ — это ещё не счастье, а всего лишь необходимая часть постпродакшена. Вряд ли меня сможет изменить очередная статуэтка на полке».
В 2019 году он сказал, что планирует выпустить следующую работу через три года. Аниме «Судзумэ, закрывающая двери» было анонсировано 15 декабря 2021 года и вышло 11 ноября 2022 года. На фестивале AnimeJapan Синкай сказал, что фильм сочетает современную приключенческую историю, боевик и роуд-муви.
В 2023 году награждён премией Агентства по делам культуры в области изящных искусств.

## Особенности творчества

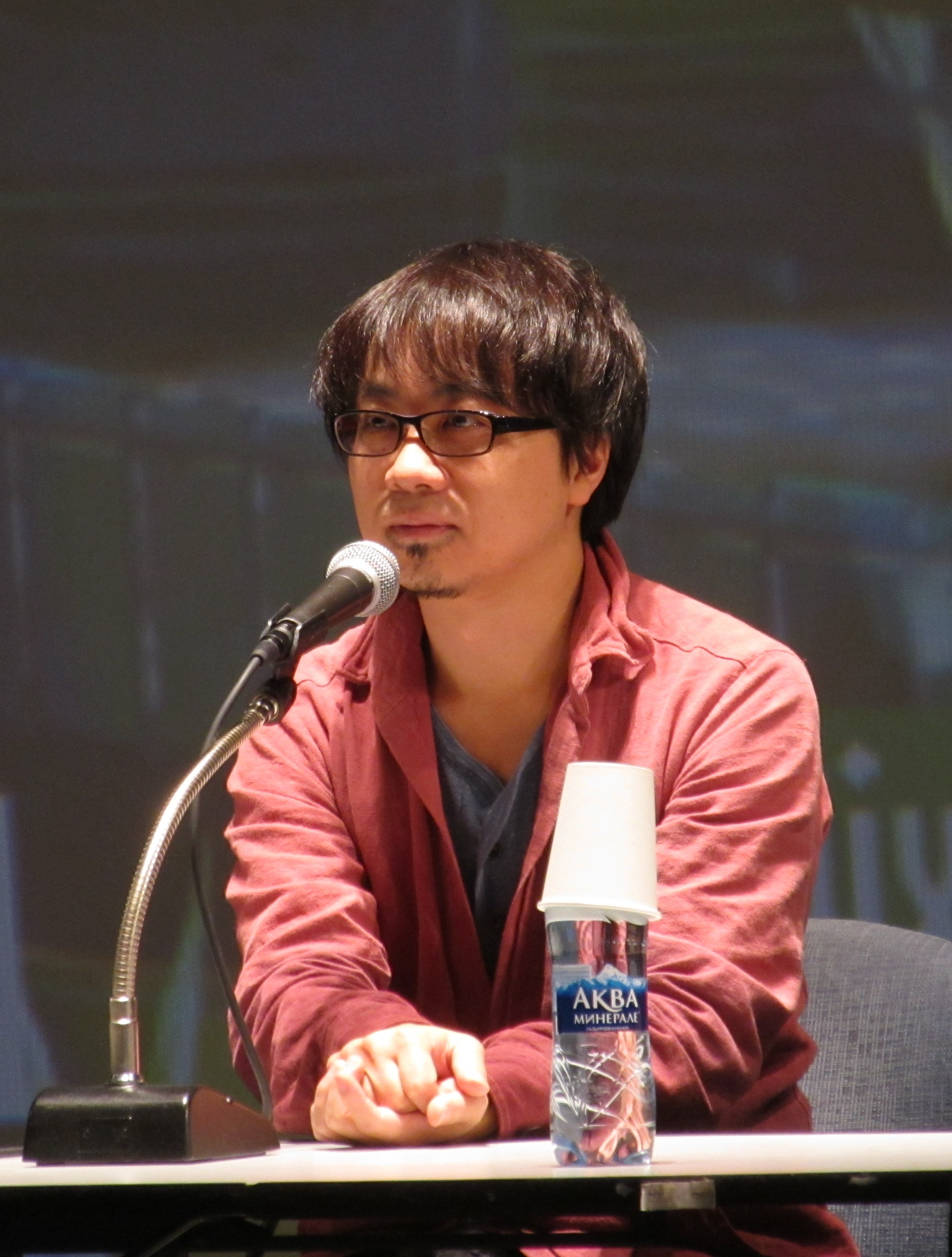
Макото Синкай в 2013 году в Москве отвечает на вопросы зрителей после показа фильма «Сад изящных слов»

От других аниматоров Синкая отличало в первую очередь его стремление брать бо́льшую часть работы над фильмом на себя. Первые проекты, в том числе «Голос далёкой звезды» и «Она и её кот» практически полностью сделаны на персональном компьютере. Со временем он перестал заниматься производством самостоятельно, распределяя обязанности среди команды, сам отвечал только за сценарий и раскадровку.
Авторитетами и ориентирами в творчестве стали Хаяо Миядзаки, Мамору Осии и Хидэаки Анно. Любимый жанр — научная фантастика. Среди своих персонажей ему больше всего нравится Юкари Юкино из «Сада изящных слов». Визитной карточкой являются романтика и любовь на расстоянии.
В 2011 году в Японии произошли крупное землетрясение и авария на АЭС Фукусима-1, это сильно повлияло на всех. Несчастная любовь перестала казаться японцам красивее счастливой. Синкай понял, что хочет развивать в своих фильмах более позитивное, жизнеутверждающее направление.
Главные герои его произведений бывают юного возраста, потому что режиссёр сам в этот период испытал главные в своей жизни сомнения и переживания. После выхода аниме «Твоё имя» он стал задумываться о противостоянии личного и общественного, потому что в Японии доминирует точка зрения о низкой роли одного человека в системе. В реальности, страна испытывала серьёзные проблемы с экономикой и тайфунами, у многих людей было гнетущее и мрачное настроение, что отразилось на изображении Токио в фильме «Дитя погоды». Пандемия COVID-19 заставила размышлять о будущем, где от человечества ничего не зависит. Режиссёр был напуган, редко выходил на улицу в период чрезвычайного положения, оказался сбит с толку и ощущал себя кем-то другим, поскольку мир изменился слишком быстро. Это сказалось на производстве фильма «Судзумэ, закрывающая двери». Первоначальный сценарий включал двух девушек, но продюсер убедил режиссёра, что аудитория хочет видеть с девушкой мальчика, как и раньше. Тем не менее Синкай, уставший от романтики, превратил парня в стул. Что касается ЛГБТ, то главное для режиссёра — человеческая история, а не гендер или секс. Судзумэ могла быть мальчиком или небинарной персоной, и это бы сработало, когда речь идёт о преодолении трудностей. По мнению Синкая, причина заключается в его воспитании: он вырос в сельской местности, окружённой горами, которые казались ему стеной. Таким образом, всегда присутствовал образ «по ту сторону». Это была тоска или обожание. Возможно, такая дихотомия отразилась в «Судзумэ» и «Твоём имени». В начале 2020-х годов Япония находилась в упадке, по всей стране насчитывалось много непригодных для жизни мест, что было вызвано стихийными бедствиями и сокращением населения: тысячи домов и даже целые деревни и пригороды пришли в запустение. Анимационный фильм является эмоциональной реакцией на происходящее.
Создатель франшизы Gundam Ёсиюки Томино указал на то, что работам Синкая не хватает откровенных сцен. Парень и девушка всегда протягивают друг другу руки, но этим всё и ограничивается. Отношения показаны без физической близости: «И всё же рука мальчика никогда не дотрагивается до промежности девочки. Почему они никогда не заходят дальше?». Такое аниме выглядит как интроспективный роман. Мамору Осии в интервью 2021 года сказал, что Синкай создаёт фильмы без фундаментальной мотивации, где нет главной темы. С другой стороны, он выпустил коммерческое аниме, ясно представлял, чем хочет заниматься, и даже придумал свою методику. Касательно самоповторов в его работах популярны теории, согласно которым это части одной вселенной, «синкайверса».

## Работы
- «Огороженный мир» (Kakomareta Sekai) — 1998 (короткометражный фильм, 1,5 мин.)
- «Другие миры» (Tooi Sekai) — 1999 (короткометражный фильм, 2 мин.)
- «Она и её кот» (Kanojo to Kanojo no Neko) — 1999 (короткометражный фильм, 5 мин.)
- «Голос далёкой звезды» (Hoshi no Koe) — 2002 (короткометражный фильм, 25 мин.)
- «Улыбка» (Egao) — 2003 (короткометражный фильм, 2 мин.)
- «За облаками» (Kumo no Mukou, Yakusoku no Basho) — 2004 (полнометражный фильм)
- «Пять сантиметров в секунду» (Byousoku 5 Senchimetoru) — 2007 (полнометражный фильм)
- «Кошачья сходка» (Neko no Shuukai) — 2007 (короткометражный фильм, 1 мин.)
- «Ловцы забытых голосов» (Hoshi o Ou Kodomo) — 2011 (полнометражный фильм)
- «Чей-то пристальный взор[англ.]» (Dareka no Manazashi) — 2013 (короткометражный фильм, 6 мин.)
- «Сад изящных слов» (Kotonoha no Niwa) — 2013 (полнометражный фильм)[40]
- «Перепутье» (Kurosu Rodo) — 2014 (короткометражный фильм, 2 мин.)
- «Твоё имя» (Kimi no Na wa.) — 2016 (полнометражный фильм)[41]
- «Дитя погоды» (Tenki no Ko) — 2019 (полнометражный фильм)[42]
- «Судзумэ, закрывающая двери» (Suzume no Tojimari) — 2022 (полнометражный фильм)[22]